# Ordre de bataille du siège de Léningrad
 (mars 2025).
Si vous disposez d'ouvrages ou d'articles de référence ou si vous connaissez des sites web de qualité traitant du thème abordé ici, merci de compléter l'article en donnant les références utiles à sa vérifiabilité et en les liant à la section « Notes et références ».
Ce qui suit est l'ordre de bataille des forces russes et allemandes autour de Léningrad en décembre 1941 pendant la Seconde Guerre mondiale.

## Forces allemandes
Les forces allemandes du secteur de Léningrad, dépendent de la 18e armée qui comporte 17 divisions réparties en 4 corps.
L'ordre de bataille et la répartition, de gauche à droite, est le suivant :
36. Armee Korps
Le 36e corps d'armée est placé face à la poche d'Oranienbaum
- 217. Infanterie Division[1]
- 93. Infanterie Division
- 212. Infanterie Division

50. Armee Korps
Le 50e corps d'armée est placé au Sud de Léningrad
- 58. Infanterie Division[2]
- SS Polizei Division
- 121. Infanterie Division
- 122. Infanterie Division

28. Armee Korps
Le 28e corps d'armée est placé le long de la Neva jusqu'au goulot de bouteille du lac Ladoga
- 96. Infanterie Division
- 1. Infanterie Division
- 227. Infanterie Division

1. Armee Korps
Le 1er corps d'armée est placé face à l'Est et le front de Volkhov, entre le lac Ladoga et Kirichi
- 223. Infanterie Division
- 69. Infanterie Division
- 291. Infanterie Division
- 11. Infanterie Division
- 21. Infanterie Division
- 254. Infanterie Division

### Réserve d'armée
- 8. Panzerdivision

Au Sud du 1er corps d'armée on trouve la 16e armée qui est également composé de 4 corps d'armée (2e, 10e, 38e et 39e) mais seulement composé de 11 divisions en ligne et 1 de réserve. Ce corps d'armée qui n'est pas au contact, direct, de Léningrad est toutefois dans son secteur. La 16e armée allemande sera impliquée dans le siège de Leningrad et dans les attaques soviétiques visant à rompre l'encerlement comme la poche de Demiansk.
Au total, sur un front de 600 kilomètres de long, les allemands alignent 28 divisions. 
À la fin du mois de décembre 1941, au moment de la contre-offensive russe connue sous le nom d'opération Liouban, Hitler ordonne l'envoi de renfort au groupe d'armées Nord composée de 3 divisions et d'éléments divers :

### Renforts de décembre
- 218e division d'infanterie (1 kampfgruppe) en provenance du Danemark[3]
- 9.SS Regiment Thule[4] en provenance de Finlande.
- 5e division de montagne en provenance de Crète.
- 81e division d'infanterie en provenance de France[5]
- 7e division parachutiste en provenance de France
- 7e division parachutiste (quelques éléments) en provenance d'Allemagne.

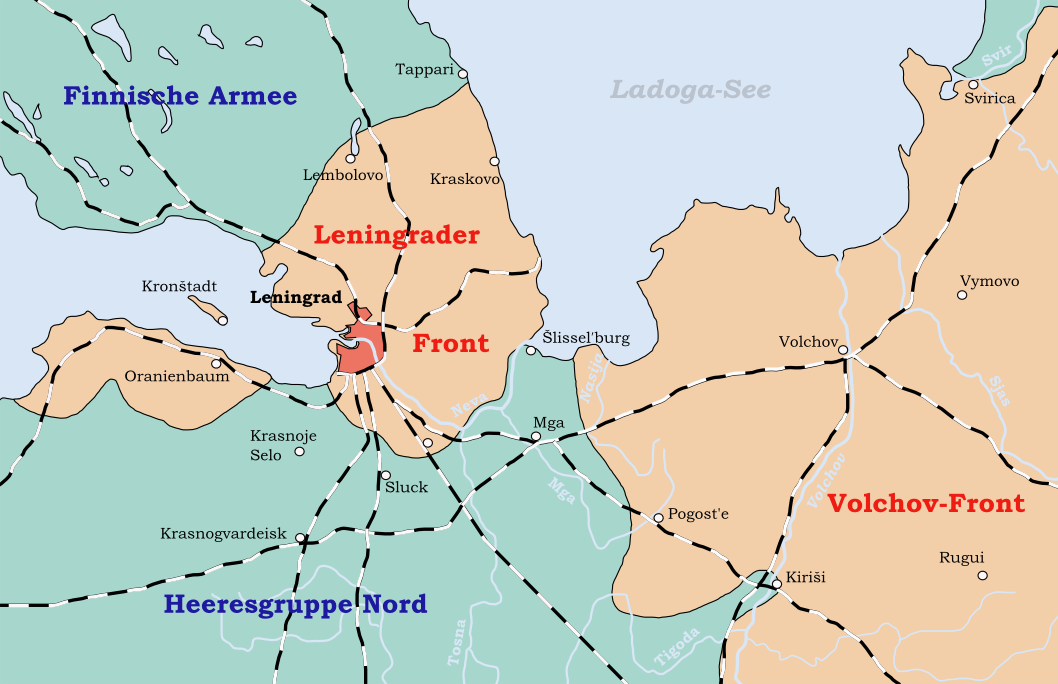
Carte du siège de Léningrad.

## Forces soviétiques
Du côté Soviétique le front est tenu par 75 divisions, mais il faut savoir que les divisions d'infanterie russes sont, numériquement, nettement plus petites que les allemandes. La défense Léningrad est organisée en 2 ceintures défensives.
Les divisions de défense populaire sont formées en juillet de volontaires civils de la ville même de Léningrad ou de la région de Léningrad et n'ont qu'une valeur de combat très limitée :
- 2e division de fusiliers de la milice populaire de Léningrad (district Moskovski)
- 1re division de fusiliers de la milice populaire de Leningrad (ru) (région de Kirovsk)
- 3e division de fusiliers de la milice populaire de Leningrad (ru) (district de Frounzé)

Elles sont transformées à l'automne 1941 en divisions de fusiliers.
Poche d'Oranienbaum
- Les éléments défendant la poche ne sont pas connus. La poche était le point d'arrivée des nombreux groupes de troupes désorganisées lors des combats. Ce patchwork de combattant était principalement composé de fusiliers marins et d'unités de fusiliers[réf. nécessaire].

42e armée
La 42e armée est placée à Léningrad
- En première ligne
  - 13e division de fusiliers
  - 56e division de fusiliers
  - 70e division de fusiliers
- En seconde ligne
  - 7e brigade de fusiliers marins
  - 21e division de fusiliers
  - 44e division de fusiliers
  - 189e division de fusiliers

55e armée
La 55e armée est placée à Léningrad
- En première ligne
  - 90e division de fusiliers
  - 125e division de fusiliers
  - 168e division de fusiliers
  - 268e division de fusiliers
- En seconde ligne
  - 247e brigade de défense populaire
  - 261e brigade de défense populaire
  - 263e brigade de défense populaire
  - 267e brigade de défense populaire
  - 289e brigade de défense populaire
  - 292e brigade de défense populaire
- Sur la Neva
  - 1re division de fusiliers (en) du NKVD
  - 5e division de fusiliers
  - 86e division de fusiliers
  - 115e division de fusiliers
  - 4e brigade de fusiliers marins
  - 11e brigade de défense populaire

8e armée
La 8e armée est placée à Léningrad
- - 11e division de fusiliers
  - 48e division de fusiliers
  - 85e division de fusiliers
  - 281e division de fusiliers
  - 2e brigade de fusiliers marins
  - 5e brigade de fusiliers marins

54e armée
La 54e armée est placée au Sud-Est du lac Ladoga
- - 54e division de fusiliers
  - 69e division de fusiliers
  - 80e division de fusiliers
  - 115e division de fusiliers[réf. nécessaire]
  - 128e division de fusiliers
  - 191e division de fusiliers
  - 198e division de fusiliers
  - 281e division de fusiliers
  - 286e division de fusiliers
  - 294e division de fusiliers
  - 6e brigade de fusiliers marins[réf. nécessaire]